# 자체도생
자체도생은 상대방의 세력권 또는 포위망 안에서 탈출하거나 잡고 잡히는 싸움을 하지 않고, 자체로 삶의 길을 찾는 것이다.